# Duarte Borges Coutinho de Medeiros de Sousa Dias da Câmara

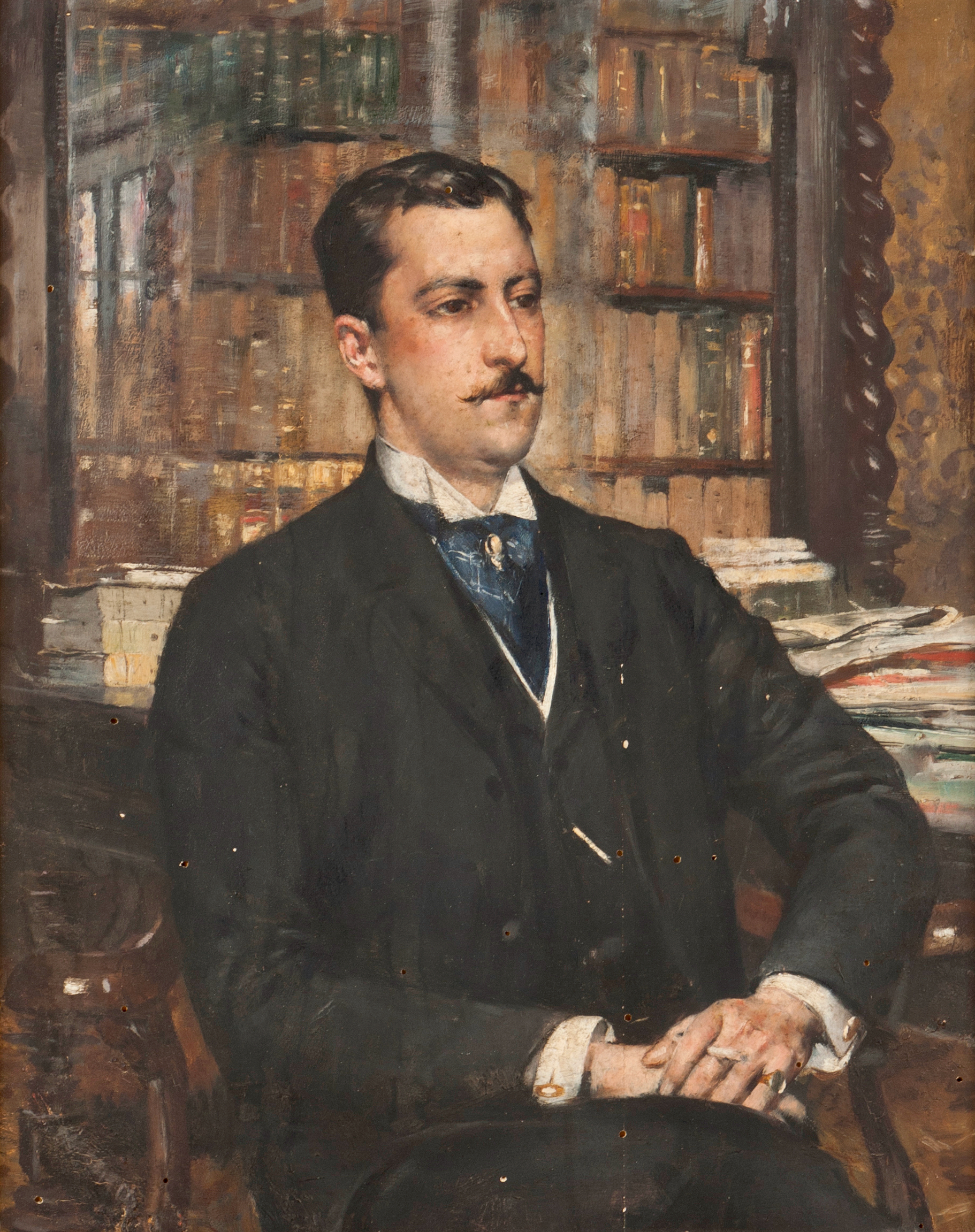
Retrato do Marquês da Praia e Monforte, atribuído a António Ramalho

D. Duarte Borges Coutinho de Medeiros Sousa Dias da Câmara (22 de Julho de 1861 - 25 de Julho de 1907), 2.º Marquês da Praia e Monforte, foi um político português.

## Família
Filho varão primogénito de António Borges de Medeiros Dias da Câmara e Sousa, 2.º Visconde da Praia e 1.º Conde e 1.º Marquês da Praia e Monforte, e de sua mulher  D. Maria José Coutinho Maldonado de Albergaria Freire.

## Biografia
Bacharel formado em Direito pela Faculdade de Direito da Universidade de Coimbra, Oficial-Mor da Casa Real e Par do Reino.
Foi Presidente da Câmara Municipal de Loures no período de 7 de Janeiro de 1896 a 31 de Dezembro de 1898 e no período de 2 de Janeiro de 1902 a 31 de Dezembro de 1904. Foi testamenteiro de Maria Francisca Borges Coutinho de Medeiros de Sousa Dias da Câmara (1.ª Condessa de Cuba pelo casamento).
O título de 2.º Marquês da Praia e Monforte foi-lhe concedido em vida de seu pai por Decreto de D. Carlos I de Portugal de data desconhecida.

## Casamento e descendência
Casou a 5 de Fevereiro de 1893 com D. Maria da Conceição Pinto Leite (14 de Dezembro de 1875 - 6 de Outubro de 1933), filha do 1.º Conde dos Olivais, da qual teve dois filhos e uma filha: 
- D. António Borges Coutinho de Medeiros Sousa Dias da Câmara (Loures, Loures, Quinta do Infantado, 28 de Fevereiro de 1895 - 1969), 3.º Marquês da Praia e Monforte, com geração por onde segue a chefia desta família.
- D. Maria José Borges Coutinho de Medeiros Sousa Dias da Câmara (Lisboa, 9 de Novembro de 1893 - 15 de Março de 1973), casada em Lisboa a 12 de Abril de 1920 com José Ribeiro do Espírito Santo Silva, com geração
- D. Duarte Borges Coutinho de Medeiros Sousa Dias da Câmara (Lisboa, 28 de Fevereiro de 1897 - 3 de Novembro de 1971), casado em Lisboa a 20 de Abril de 1929 com D. Mariana de Melo, filha do 12.º Conde de São Lourenço, com geração